# Explosion de Rangoun
 (juin 2021).
L'explosion de Rangoun est survenue le 29 décembre 2011 lorsque la police de la Birmanie a signalé un incendie suivi de plusieurs explosions faisant au moins 17 morts et 83 blessés à Rangoun. Les morts comprenaient cinq pompiers qui ont été pris dans une explosion lors de l'incendie.
Les explosions se sont produites alors que les pompiers éteignaient l'incendie qui avait commencé dans un entrepôt appartenant à l'État avant de se propager à d'autres bâtiments et aux maisons voisines avant l'aube. L'explosion terrifiante a touché et détruit plus de 100 maisons, 26 entrepôts et deux monastères ainsi que quatre camions de pompiers. Les explosions ont secoué la ville entière, secouant les résidents du sommeil. Un cratère de 12 m de large et 4,6 m de profondeur était visible sur le site.
Les deux propriétaires ont loué les entrepôts de l'État pour le stockage de produits électroniques, de produits chimiques et de plantes médicinales, qui sont restés la principale cause du violent incendie et de l'explosion.